# Patricia Breslin
Patricia Rose Breslin (* 17. März 1931 in New York City, New York; † 12. Oktober 2011 in Baltimore, Maryland) war eine US-amerikanische Schauspielerin.

## Leben
Breslin wurde in New York City als Tochter von Edward und Marjorie Breslin geboren. Ihr Vater war Richter. Sie besuchte die Academy of Mount St. Ursula High School und das College of New Rochelle, ein privates katholisches College in New Rochelle.
Breslin arbeitete seit Ende der 1940er Jahre als Schauspielerin. Sie spielte in New York Theater, wirkte in Kinofilmen mit und war für das Fernsehen tätig. Bekannt wurde sie insbesondere in den 1950er und 1960er Jahren als Schauspielerin in zahlreichen Fernsehserien. Ihre Fernsehkarriere begann gemäß der Filmdatenbank IMDb 1949 mit der Rolle der Julia in einer Fernsehinszenierung des Shakespeare-Stücks Romeo und Julia. Daraufhin folgten mehrere weitere Theaterinszenierungen für das Fernsehen.
In der NBC-Sitcom The People’s Choice spielte sie ab 1953 an der Seite von Jackie Cooper eine durchgehende Serienhauptrolle; sie verkörperte Coopers Ehefrau Amanda 'Mandy' Peoples Miller. 1954 hatte sie eine Gastrolle in der Kriminalserie Justice; in der Folge Guilty Secret war sie neben Peter Mark Richman als junge Frau zu sehen, die von Verbrechern bedroht wird. In der US-Fernsehserie Twilight Zone war sie in zwei Episodenhauptrollen zu sehen: zunächst 1960 in der Folge Nick of Time als Pat Carter, als frischverheiratete Ehefrau, deren Ehemann, gespielt von William Shatner, von einer Maschine, die die Zukunft vorhersagen kann, in Bann gezogen wird. 1963 war sie in der Folge No Time Like The Past an der Seite von Dana Andrews zu sehen, verliebt in einen Mann, der eine Zeitmaschine benutzt, um Ereignisse in der Vergangenheit zu verändern.
In der Seifenoper Peyton Place übernahm sie 1964/1965 in über 20 Folgen eine durchgehende Serienhauptrolle als Laura Harrington Brooks. Sie spielte die Witwe eines Arztes und Sekretärin in einem Krankenhaus. In der Krankenhausserie General Hospital verkörperte sie von 1966 bis 1969 die durchgehende Rolle der Krankenschwester Meg Bentley Baldwin.
Sie hatte außerdem Episodenrollen und Gastrollen in zahlreichen weiteren US-amerikanischen Fernsehserien, unter anderem in Maverick (1959), Outlaws (1960), Kein Fall für FBI (1960), Perry Mason (1960–1963), Westlich von Santa Fé (1961), Bonanza (1962),  Dr. Kildare (1963) und Die Leute von der Shiloh Ranch (1964).

## Privates
Breslin war zweimal verheiratet. Aus ihrer ersten Ehe mit dem Schauspieler David Orrick McDearmon (1914–1979) entstammen zwei Söhne, John und David. 1969 heiratete sie den US-amerikanischen Geschäftsmann Art Modell (1925–2012), den Präsidenten der Cleveland Browns (1961–1995) und späteren Präsidenten der Baltimore Ravens (1996–2004). Nach ihrer Ehe zog sich Breslin vom Filmgeschäft zurück, widmete sich ihrer Familie und übernahm Aufgaben als Society-Lady.
In Cleveland engagierte sich Breslin im Rahmen von Benefizveranstaltungen für die Cleveland Musical Arts Association, das Cleveland Ballet und die Playhouse Square Foundation. Breslin war in verschiedenen Verwaltungsgremien des Baltimore Symphony Orchestra und des Walters Art Museum tätig. Breslin und Modell waren Förderer und finanzielle Unterstützer des Baltimore Museum of Art und spendeten 3,5 Millionen Dollar für das Lyric Opera House in Baltimore; dieses trägt mittlerweile den Namen Patricia and Arthur Modell Performing Arts Center at the Lyric.
Breslin starb am 12. Oktober 2011 im Alter von 80 Jahren nach einem längeren mehrmonatigen Krankenhausaufenthalt an den Folgen einer Pankreatitis.

## Filmografie (Auswahl)
- 1949: The Philco Television Playhouse (Romeo und Julia)
- 1953–1958: The People’s Choice (Fernsehserie)
- 1954: Justice (Fernsehserie, eine Folge)
- 1954: Artisten des Sports (Go, Man, Go!)
- 1959: Maverick (Fernsehserie, eine Folge)
- 1960: Outlaws (Fernsehserie, eine Folge)
- 1960: Kein Fall für FBI (The Detectives Starring Robert Taylor) (Fernsehserie, eine Folge)
- 1960–1963: Twilight Zone (The Twilight Zone) (Fernsehserie, zwei Folgen)
- 1960–1963: Perry Mason (Fernsehserie, drei Folgen)
- 1961: Westlich von Santa Fé (The Rifleman) (Fernsehserie, eine Folge)
- 1961: Schauplatz Los Angeles (The New Bread) (Fernsehserie, eine Folge)
- 1962: Mutter ist die Allerbeste (The Donna Reed Show) (Fernsehserie, eine Folge)
- 1962: Bonanza (Fernsehserie, eine Folge)
- 1963: Dr. Kildare (Fernsehserie, eine Folge)
- 1964: Die Leute von der Shiloh Ranch (The Virginian) (Fernsehserie, eine Folge)
- 1964–1965: Peyton Place (Fernsehserie)
- 1965: Es geschah um 8 Uhr 30 (I Saw What You Did)
- 1966–1969: General Hospital (Fernsehserie)